# César Garza
César Garza Cantú (ur. 1 lipca 2005 w San Pedro Garza García) – meksykański piłkarz występujący na pozycji defensywnego pomocnika, od 2025 roku zawodnik szkockiego Dundee.